# Тшцель (гміна)
Гміна Тшцель (пол. Gmina Trzciel) — місько-сільська гміна у північно-західній Польщі. Належить до Мендзижецького повіту Любуського воєводства.
Станом на 31 грудня 2011 у гміні проживало 6525 осіб.

## Площа
Згідно з даними за 2007 рік площа гміни становила 177.35 км², у тому числі:
- орні землі: 44.00%
- ліси: 45.00%

Таким чином, площа гміни становить 12.78% площі повіту.

## Населення
Станом на 31 грудня 2011:
| Опис     | Загалом | Загалом | Чоловіки | Чоловіки | Жінки | Жінки |
| -------- | ------- | ------- | -------- | -------- | ----- | ----- |
| одиниця  | осіб    | %       | осіб     | %        | осіб  | %     |
| все      | 6525    | 100     | 3292     | 50.45    | 3233  | 49.55 |
| міське   | 2459    | 100     | 1213     | 49.33    | 1246  | 50.67 |
| сільське | 4066    | 100     | 2079     | 51.13    | 1987  | 48.87 |

## Сусідні гміни
Гміна Тшцель межує з такими гмінами: Збоншинек, Збоншинь, М'єндзижеч, Медзіхово, Пщев, Свебодзін, Щанець.